# Євсєєв Василь Аркадійович
Васи́ль Арка́дійович Євсє́єв (30 серпня 1962, Луганськ — 26 червня 2010) — радянський та український футболіст, захисник, пізніше — футбольний тренер.
Майстер спорту СРСР (1985), Майстер спорту міжнародного класу СРСР (1986). Дворазовий чемпіон СРСР, дворазовий володар Кубка СРСР.
Батько українського футболіста Євгена Євсєєва.

## Життєпис
Вихованець луганського футболу, з 1972 року займався у футбольній школі місцевої «Зорі», 1980 року дебютував у складі дорослої команди клубу.
Перед початком сезону 1983 року мав пропозиції від низки провідних радянських клубів, зробив свій вибір на користь київського «Динамо». Грав у основному складі захисту киян, згодом втратив місце в основі і 1988 року перейшов до донецького «Шахтаря».
1992 року переїхав до Ізраїлю, приєднавшись до клубу «Маккабі» (Хайфа). Через травму не зміг заграти в Ізраїлі та того ж року повернувся до України, де виступав у миколаївському «Евісі». Згодом, протягом 1993—1996 років грав у низці українських та російських клубів, останнім з яких став «Уралан» з російської Елісти, у якому й завершив ігрову кар'єру в 1996 році.
1997 року спробував свої сили як асистент головного тренера в тому ж «Уралані». Протягом 2001—2002 допомагав тренувати полтавську «Ворсклу», а 2004—2005 — очолював київський ЦСКА. У 2007 році приєднався до тренерського штабу київського «Арсенала», очолюваного Олександром Заваровим, добре знайомим Євсєєву ще за спільними виступами у луганській «Зорі», а згодом й у київському «Динамо».
Після відставки з посади головного тренера «Арсенала» В'ячеслава Грозного навесні 2010 року разом з Юрієм Бакаловим виконував обов'язки головного тренера основної команди клубу до завершення сезону 2009—2010.

Могила Василя Євсєєва

Трагічно загинув 26 червня 2010 року. Похований у Києві на Лісовому кладовищі (ділянка № 79).

## Досягнення
- Чемпіон СРСР (2): 1985, 1986
- Володар Кубка СРСР (2): 1985, 1987

## Державні нагороди
- Орден «За заслуги» III ст. (13 травня 2016, посмертно) — за вагомі особисті заслуги у розвитку і популяризації вітчизняного футболу, піднесення міжнародного спортивного престижу України та з нагоди 30-річчя перемоги у фінальному матчі Кубка володарів кубків УЄФА, здобутої під керівництвом головного тренера футбольного клубу «„Динамо“ Київ», Героя України Лобановського Валерія Васильовича[2]